# Shabla

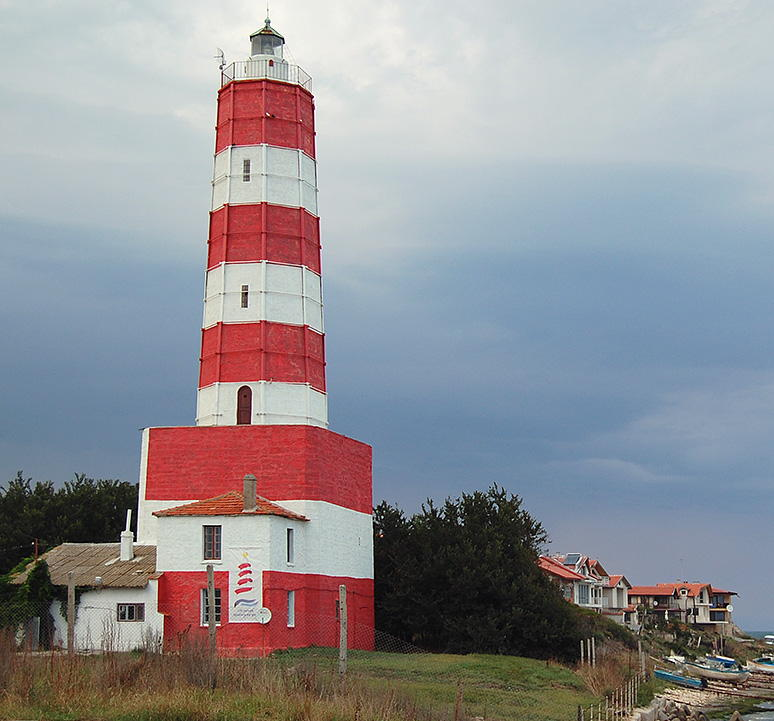
Faro de Shabla.

Shabla (en búlgaro: Шабла) es una ciudad y balneario en el noreste de Bulgaria, capital del municipio homónimo en la provincia de Dobrich. Se ubica a 19 km de Kavarna.  Está situado en la costa búlgara del Mar Negro en las proximidades del lago de agua salada Shabla y el punto más oriental de Bulgaria.
Shabla tiene una extensa playa de arena blanca y era un destino popular para el turismo durante el Bloque Oriental hasta la caída del comunismo. La playa se encuentra a unos 5 km de la ciudad (servicio de transporte en verano) a través de una carretera construida bajo el programa PHARE de la UE.
En la playa principal de la ciudad hay un gran aparcamiento y varios búngalos antiguos junto a un gran restaurante que sirve a los turistas de hoy en día en los meses de verano.
Otra ruta conduce a la carretera de la costa y al viejo faro de Shabla, que es el más alto, el más antiguo y oriental en la costa búlgara. Situado entre las ruinas de una fortaleza del siglo IV, fue construido en su aspecto moderno durante la Guerra de Crimea y se abrió el 15 de julio de 1856, aunque en realidad es un faro reconstruido mayores construida entre 1756 y 1786.  Su torre es 28,23 m de altura.
El siguiente pueblo a lo largo de esta ruta y hacia el sur es Tyulenovo y el comienzo de las costas rocosas y acantilados que se extienden a través de Kamen Bryag a la pequeña bahía de Kavarna.
Shabla en la antigüedad fue un asentamiento antiguo tracio fundado en el siglo VI-V a. C. y conocido por el nombre griego de Karon Limen (Bahía Caria) que se convirtió en un puerto del Mar Negro en la época romana. La ciudad floreció en los primeros años del Imperio bizantino, una fortaleza aún se conserva de la época (siglo IV).